# Episodi di Ugly Betty (quarta stagione)
La quarta e ultima stagione della serie televisiva Ugly Betty è stata trasmessa negli Stati Uniti dal 16 ottobre 2009 sul network ABC.
In Italia è andata in onda sul canale satellitare Fox Life dal 15 gennaio 2010, mentre in chiaro è stata trasmessa su Italia 1 dal 13 dicembre 2010 al 12 gennaio 2011.
| nº | Titolo originale                 | Titolo italiano                     | Prima TV USA     | Prima TV Italia  |
| -- | -------------------------------- | ----------------------------------- | ---------------- | ---------------- |
| 1  | The Butterfly Effect (Part 1)    | L'effetto farfalla (1)              | 16 ottobre 2009  | 15 gennaio 2010  |
| 2  | The Butterfly Effect (Part 2)    | L'effetto farfalla (2)              | 16 ottobre 2009  | 22 gennaio 2010  |
| 3  | Blue on Blue                     | Tinta su tinta                      | 23 ottobre 2009  | 29 gennaio 2010  |
| 4  | The Wiener, the Bun and the Boob | La salsiccia, il panino e la tetta  | 30 ottobre 2009  | 5 febbraio 2010  |
| 5  | Plus None                        | Nessun accompagnatore               | 6 novembre 2009  | 12 febbraio 2010 |
| 6  | Backseat Betty                   | Torna indietro Betty                | 13 novembre 2009 | 19 febbraio 2010 |
| 7  | Level (7) with Me                | Al livello 7 con me                 | 27 novembre 2009 | 26 febbraio 2010 |
| 8  | The Bahamas Triangle             | Il triangolo delle Bahamas          | 4 dicembre 2009  | 5 marzo 2010     |
| 9  | Be-Shure                         | Test di gravidanza                  | 11 dicembre 2009 | 12 marzo 2010    |
| 10 | The Passion of the Betty         | La passione di Betty                | 6 gennaio 2010   | 19 marzo 2010    |
| 11 | Back in Her Place                | Un'occasione per ricominciare       | 13 gennaio 2010  | 26 marzo 2010    |
| 12 | Blackout!                        | Blackout!                           | 20 gennaio 2010  | 2 aprile 2010    |
| 13 | Chica and the Man                | L'uomo e la bambina                 | 3 febbraio 2010  | 9 aprile 2010    |
| 14 | Smokin' Hot                      | La settimana della moda             | 10 febbraio 2010 | 16 aprile 2010   |
| 15 | Fire and Nice                    | Rivelazioni                         | 10 marzo 2010    | 23 aprile 2010   |
| 16 | All the World's a Stage          | Tutto il mondo è un palcoscenico    | 17 marzo 2010    | 30 aprile 2010   |
| 17 | Million Dollar Smile             | Un sorriso da un milione di dollari | 24 marzo 2010    | 7 maggio 2010    |
| 18 | London Calling                   | Il richiamo di Londra               | 31 marzo 2010    | 14 maggio 2010   |
| 19 | The Past Presents the Future     | Il Passato presenta il Futuro       | 7 aprile 2010    | 21 maggio 2010   |
| 20 | Hello Goodbye                    | Ciao arrivederci                    | 14 aprile 2010   | 28 maggio 2010   |

## L'effetto farfalla - 1ª parte
- Titolo originale: The Butterfly Effect (Part 1)
- Diretto da: John Terlensky
- Scritto da: Sheila Lawrence & Henry Alonso Myers

### Trama
Betty cerca di realizzare il suo servizio fotografico per Mode alle Nazioni Unite per promuovere la loro campagna anti-malaria, usando abiti creati dalle zanzariere. Nel frattempo Daniel mostra segni di insofferenza e di rabbia e, riaccompagnato a casa da Betty dopo avere distrutto un pannello pubblicitario, confessa di non riuscire a dormire dopo la morte di Molly.

## L'effetto farfalla - 2ª parte
- Titolo originale: The Butterfly Effect (Part 2)
- Diretto da: Victor Nelli, Jr.
- Scritto da: Sheila Lawrence e Henry Alonso Myers

### Trama
Betty si prepara a girare il primo photo shoot, ma Daniel e Matt si intromettono mandando all'aria i suoi progetti. Amanda incontra la nuova assistente di Daniel e la somiglianza tra quest'ultima e lei stessa le provoca una riflessione sul suo futuro, mentre Hilda si appella nuovamente a Marc per risolvere le problematiche di Justin, dato che il ragazzo incontra difficoltà a parlarne con la propria madre.

## Tinta su tinta
- Titolo originale: Blue on Blue
- Diretto da: Victor Nelli, Jr
- Scritto da: Abraham Higginbotham

### Trama
Betty cerca di ottenere uno scoop con il nuovo designer di Gucci, Evan York, grazie all'aiuto di un cliente di Hilda, Sammy. Marc cerca di fermarla organizzando un incontro tra Amanda e Matt nel ristorante di Ignacio, proprio quando Betty è riuscita per la stessa sera a ottenere una cena d'affari con Evan; le cose si complicano fino a mandare all'aria l'intervista. Daniel si reca a una riunione di un gruppo di sostegno e incontra Natalie, che gli fa passare una notte interessante e senza farci sesso. Wilhelmina, quando scopre che Connor può trovarsi alle Bermuda, vola là decisa a chiedergli di restituire i soldi che egli ha rubato ai Meade e a Mode, ma quando lo incontra di persona ritornano a galla i sentimenti che ancora nutre.

## La salsiccia, il panino e la tetta
- Titolo originale: The Wiener, the Bun and the Boob
- Diretto da: Wendey Stanzler
- Scritto da: Brian Tanen

### Trama
Daniel assume una nuova assistente, che si rivela poi essere assolutamente inadatta al suo ruolo, ma ha remore a licenziarla in quanto a causa di un equivoco lei potrebbe denunciarlo per molestie sul lavoro. Seguendo un seminario su come guarire dal dolore per la perdita di un familiare suggeritogli dalla sua nuova amica Natalie, Daniel accetta di seguire la via dell'essere sempre sincero e così trova il coraggio di licenziare la sua nuova assistente e le consiglia un ruolo più adatto a lei: la modella.
Betty, oberata di impegni, decide di usufruire di un assistente, ma per fare ciò ha bisogno dell'autorizzazione di Wilhelmina: quest'ultima decide di nominare Marc assistente temporaneo di Betty al fine di allontanarlo da sua figlia Nico per non fargli scoprire la verità sul ritorno della ragazza. Tra litigi vari Betty e Marc si occupano di un articolo per Mode sui dieci lavori più difficili nella città di New York che Betty riesce a portare a termine grazie al prezioso aiuto di Marc. Alla fine Betty per ricompensarlo decide di indicarlo come coautore dell'articolo e i due si riappacificano.
Intanto Amanda si scopre interessata a Matt e Hilda ha problemi a causa di una sua foto sexy finita per errore in una lista di email del suo ragazzo Archie, foto che alla fine si rivelerà una fonte di fortuna.

## Nessun accompagnatore
- Titolo originale: Plus None
- Diretto da: Paul Holahan
- Scritto da: Cara DiPaolo

### Trama
Betty è stata invitata a casa di Wilhelmina per un party di beneficenza. Ogni invitato può portare un accompagnatore così Betty prova a chiedere a Matt di accompagnarla ma scopre che lui ha già intenzione di andarci con un'altra. Perciò tenta di invitare Daniel, che però ha già deciso di andare al party in compagnia della sua nuova assistente Natalie (una ragazza che ha conosciuto al corso di sostegno). Intanto Amanda, invitata da Matt al party, cerca di trovare a Betty un accompagnatore perché si sente in colpa per essere stata invitata dall'ex dell'amica. Nel frattempo Wilhelmina ha dei problemi con il detective che l'ha scoperta aiutare Nico, sospettata di aver ucciso il suo ragazzo. In realtà l'omicidio è una messinscena orchestrata da Nico per estorcere insieme al suo ragazzo - la presunta vittima, alias il detective - del denaro alla madre. Alla fine Betty andrà da sola al party e Amanda deciderà di confessarle di essere stata invitata da Matt, ma improvvisamente Matt fa il suo ingresso nella sala con un'altra ragazza, sconvolgendo Betty ma anche Amanda. Betty, per di riavvicinarsi a Daniel, chiede scusa a Natalie per averla attaccata nel pomeriggio; Natalie riceve una telefonata e si allontana. Sembra nasconda qualcosa.

## Torna indietro Betty
- Titolo originale: Backseat Betty
- Diretto da: John Putch
- Scritto da: Tracy Poust e Jon Kinnally

### Trama
Matt deve scegliere a chi affidare un articolo sul coraggio ma, non ritenendo che Betty sia in grado di affrontare l'argomento, lo assegna a un altro redattore. Betty invece gli propone di darle la possibilità di provare a redigere l'articolo e Matt accetta. Betty decide di provare il suo coraggio cercando di frequentare Bobby, ex cattivo ragazzo del quartiere per cui lei aveva una cotta da ragazzina, nonostante lui uscisse con Hilda. Bobby ha ancora la fama di cattivo soggetto (come tutta la sua famiglia) ed è stato anche in riformatorio, ma ora fa l'istruttore di scuola guida. Come scusa per iniziare a frequentarlo Betty gli chiede proprio qualche lezione. Intanto Daniel raggiunge il "livello 5" nella sua comunità, mentre Amanda, loro ospite per un giorno, se ne va accusando la comunità della Fenice di non essere altro che una montatura. Hilda, contraria al fatto che Betty frequenti Bobby, le fa incontrare il contabile di Archie, Larry. Justin - con l'aiuto di Marc - si occupa della preparazione della coreografia delle cheerleader per la festa d'autunno, ma alcuni bulli della scuola decidono di incoronarlo "reginetta d'autunno". Justin reagisce alla provocazione salendo sul palco e accettando la corona per poi incoronare sua madre che anni prima avrebbe dovuto avere quel titolo, ma non aveva potuto essendo incinta al 6º mese. Poco prima Betty bacia Bobby suscitando un po' di gelosia in Hilda. Wilhelmina nel frattempo prende la decisione di lasciare Mode per seguire l'ex fidanzato e potere finalmente pagare l'ispettore che sta ricattando sua figlia Nico, ma le viene riferito che Connor è morto.

## Al livello 7 con me
- Titolo originale: Level (7) with Me
- Diretto da: John Fortenberry
- Scritto da: Chris Black

### Trama
Daniel ascolta il consiglio di Bennett sulla riunificazione con la sua defunta moglie e accetta di accedere al livello sette. Intanto Betty e Claire scoprono attraverso l'aiuto di Matt, che lo conosceva già, che Bennett non è altro che un impostore, allora, insieme a Matt e Amanda, cercano di aiutare Daniel a uscire dalla comunità della Fenice. Wilhemina, addolorata per la recente morte di Connor e con i problemi che circondano Nico, si lascia andare, indossando tuta e zoccoli da giardino in pubblico. Marc scopre che Nico e l'ispettore sono in realtà fidanzati e che la finzione ha il solo scopo di sottrarre denaro a Wilhelmina. Delusa e sconvolta dalla realtà che sua figlia è diventata uguale a lei la caccia per sempre da casa.

## Il triangolo delle Bahamas
- Titolo originale: The Bahamas Triangle
- Diretto da: Victor Neili, Jr.
- Scritto da: Sheila Lawrence

### Trama
L'intero staff di Mode sta aspettando l'evento dell'anno, a cui solo i migliori editori e redattori possono partecipare: un servizio fotografico alle Bahamas. Betty vorrebbe con tutto il cuore essere scelta da Wilhelmina, che però non la aggiunge alla lista. Il malcontento della protagonista aumenterà quando Amanda, sotto decisione di Matt, parteciperà al viaggio. Però la situazione si ribalta quando Marc, stanco e stressato a causa del lavoro, chiederà a Wilhelmina una vacanza; così sarà Betty l'assistente di Wilhelmina, mentre Marc potrà riposarsi. All'aeroporto delle Bahamas Betty incontrerà Shakira, alla quale dovrebbe chiedere un autografo per il nipote Justin, suo grandissimo fan. La lotta tra Betty e Amanda per il cuore di Matt arriverà al culmine, facendo sì che facciano una gara di velocità in uno scivolo ad acqua, ma Betty rinuncerà quando capisce che sia Matt che Amanda provano qualcosa l'uno per l'altra. Così si concentrerà sul lavoro al posto di Wilhelmina che, incontrando Connor sulla spiaggia e dopo averlo creduto morto, passerà tutto il suo tempo con lui; Connor aveva fatto finta di morire per fare perdere le sue tracce dalla polizia internazionale. Intanto Daniel e Marc passano molto tempo a parlare, cercando di fare conquiste; Daniel proverà ad andare a letto con una ragazza molto carina, ma all'ultimo si tirerà indietro. Marc incontrerà un ragazzo gay con cui instaurerà un rapporto.
A casa Suarez intanto Hilda rompe la manopola del gas. Arriva Bobby, che cerca di ripararla fingendo di esserne capace. Quando Hilda gli chiede il vero motivo del suo rimanere Bobby le rivela i suoi sentimenti; i due si baciano.
Matt e Amanda cenano insieme e, quando lei lo bacia, capisce che lui non è coinvolto nel loro rapporto e che prova ancora qualcosa per Betty, quindi lo convince a ritornare da lei, assicurandogli che Betty lo ama ancora. Amanda va via dalla spiaggia dove stavano cenando e raggiunge Daniel, che la consolerà. Betty cercherà di tenere sotto controllo le modelle ad una festa, ma, spinta da alcuni ragazzi, cade a terra. Sarà Matt ad aiutarla ad alzarsi e, a sorpresa, a baciarla.
La mattina sia Marc e la sua nuova fiamma, sia Betty e Matt, sia Wilhelmina e Connor, sia Hilda e Bobby, sia Daniel e Amanda si sveglieranno dopo avere dormito assieme. Ma la pace dura poco, perché Marc porta una brutta notizia a Betty: le modelle sono scappate con alcuni ragazzi incontrati alla festa. Il servizio fotografico rischia quindi di andare a rotoli, ma all'ultimo Betty si ricorderà del suo incontro con Shakira e la convincerà a posare per Mode. Wilhelmina approverà tutto questo, ma la sua felicità sarà turbata dall'arresto di Connor da parte dell'FBI.
Hilda è turbata per ciò che ha fatto, ma Archie alla fine la rallegrerà organizzando una cena in stile Bahamas(visto che per il lavoro non era potuto andare con lei), ma Hilda pare non avere il coraggio di dire nulla.

## Test di gravidanza
- Titolo originale: Be-Shure
- Diretto da: David Dworetzky
- Scritto da: Gail Lerner

### Trama
Sia Betty che Hilda hanno strani sintomi e temono di essere incinte, così si recano ad acquistare il test di gravidanza all'insaputa l'una dell'altra. Betty non vorrebbe rinunciare alla carriera, mentre Hilda è preoccupata perché sicuramente sarebbe di Bobby. Hignacio intanto sta preparando una cena natalizia per la famiglia e i fidanzati delle figlie. La cena si rivela dall'inizio un disastro: Hignacio ha invitato una sua cara amica che è proprio la farmacista da cui le ragazze hanno preso i test, inoltre le ragazze scambiano i test e scoprono che solo una di loro è incinta, ma non sanno chi, e anche Bobby decide di fermarsi per la cena. Claire intanto è andata nel South Dakota e attacca bottone con il figlio nel pub dove il ragazzo lavora, ma non ha il coraggio di dirgli la verità. Wilermina e Connor fanno in modo che Daniel si fidi di nuovo di lei, recuperando il denaro con cui Daniel può riprendersi l'azienda.

## La passione di Betty
- Titolo originale: The Passion of the Betty
- Diretto da: S.J. Clarkson
- Scritto da: David Grubstick e Chris Black

### Trama
Daniel permette a Wilhelmina di tornare al suo incarico, dopo avere architettato con lei e Marc un'umiliazione in pubblico della nuova direttrice artistica voluta da Karl Hartley, co-proprietario della Meade e amante di Claire. Claire disapprova il comportamento del figlio e lo accusa di pensare soltanto ai suoi sentimenti e non al fatto che anche lei merita di essere felice con un uomo. Successivamente Claire si ricrederà dopo una discussione avuta con Hartley riguardo al figlio di entrambi dato in adozione molti anni prima e che Claire era andata a trovare in South Dakota: Hartley crede che il ragazzo possa rappresentare una minaccia per il suo patrimonio se sapesse chi è il suo vero padre e in quel momento Claire si rende conto che l'uomo è solamente interessato ai suoi soldi e non a lei, proprio come le aveva detto Daniel. Dopo essersi chiarito con Daniel Claire deciderà di cacciare Hartley dalla Meade minacciandolo in caso di rifiuto di contattare il figlio dato in adozione. Intanto Betty organizza una mostra a sorpresa delle opere di Matt, sperando che lui ritrovi fiducia in sé stesso e riesca a trovare una passione che non riguardi esclusivamente lei, dato che ormai trascorrono ogni secondo della giornata insieme, ma all'insaputa di entrambi tutti i quadri esposti alla mostra ritraggono Betty nelle situazioni più disparate, soprattutto scene in cui la ragazza è rappresentata come un mostro, avendo Matt dipinto quei quadri durante il periodo di rottura con lei. I due litigano perché Matt non voleva che quei quadri venissero mostrati in pubblico e va via. Hilda, che è alla mostra con il padre e con Bobby, vede il ragazzo dare soldi a un poliziotto e credendolo un delinquente gli fa una scenata durante la quale si lascia scappare che è incinta di lui lasciando a bocca aperta sia lui che il padre. I due si chiariranno il giorno dopo, quando Bobby le dirà che vuole prendersi cura di lei e del bambino. Anche Matt e Betty si chiariscono e Matt decide di dimettersi da Mode e di stare un po' da solo per riflettere su cosa lo appassiona veramente, anche se nonostante questa decisione i due continuano a stare insieme.

## Un'occasione per ricominciare
- Titolo originale: Back in Her Place
- Diretto da: Richard Heus
- Scritto da: Abraham Higginbotham

### Trama
Bobby decide di inaugurare la "Settimana di Hilda", settimana in cui faranno tante attività che piacciono ad Hilda, visto che dopo la nascita del bambino non avrà più tempo libero. Wilhelmina boccia tutte le idee di Betty sull'articolo che le ha assegnato, così Matt suggerisce a Betty di aprire un blog per scrivere ciò che desidera. Wihelmina intanto continua a sabotare Betty dandole da testare degli strani prodotti di bellezza. Inoltre la ragazza litiga con Amanda quando scopre che lei e Mark hanno lasciato l'appartamento da due mesi senza dirglielo, cosicché il padrone di casa vuole rivalersi su di lei per gli affitti. Matt valuta la proposta di fare il volontario per almeno sei mesi in Africa. Nonostante l'impegno di Bobby tutto finisce quando Hilda torna a casa dove Justin è ammalato. Betty non è d'accordo sulla proposta di Matt, ma ha paura di dirlo. Wihelmina va in carcere da Connor, perché in questo giorno si dovrebbe sposare con lui, ma Connor paga la guardia del penitenziario per dire a Wihelmina che lui è stato trasferito in un altro carcere. Betty confessa a Matt che vorrebbe che lui restasse con lei, ma Matt le dice che ci vuole andare lo stesso perché vuole fare qualcosa di importante nella sua vita, ma non si dimenticherà mai di lei; così si salutano. Betty sul blog scriverà un post sugli addii, che potrebbero essere anche un'occasione per ricominciare.

## Blackout!
- Titolo originale: Blackout!
- Diretto da: John Putch
- Scritto da: Cara DiPaolo

### Trama
Betty è un po' dispiaciuta perché nel palazzo in cui vive non conosce nessuno, a parte Marc e Amanda che la ignorano come vicina, allora organizza un karaoke party per socializzare con i vicini. È triste e sola perché Matt non è più accanto a lei, essendo partito per l'Africa.
Mentre sta affiggendo un volantino sulla sua festa fa entrare nel palazzo due ragazzi che le dicono di essere dei nuovi inquilini e lei è fiera del gesto gentile che ha fatto, ma in realtà ignora che questi due ragazzi sono una coppia di topi di appartamento. Tornando a casa scopre l'accaduto e tutti la additano come quella che li ha fatti entrare. Per farsi perdonare dai suoi vicini fa installare un sistema di sicurezza elettronico.
I ladri hanno rubato anche il computer di Marc, su cui c'era tutto il suo lavoro, così Betty decide di aiutarlo, mentre Amanda si occupa degli ospiti della festa. Terminato il lavoro Betty può finalmente dedicarsi alla sua festa e inizia a cantare al karaoke, ma l'impianto salta e si fa improvvisamente buio. Tutta la città si spegne e anche il sistema di sicurezza del condominio si blocca, così Marc non riesce a uscire dal palazzo. Ignacio prende a padellate Bobby, scambiandolo per un ladro e dopo una lite sui trascorsi del giovane i due finalmente legano. Betty chiama Bobby e si fa aiutare a sbloccare e a disinstallare il sistema di sicurezza.
Anche Mode è al buio, ma poi si riaccendono le luci e Marc può consegnare il suo lavoro, rispettando la scadenza.
Hilda, insieme alla sua famiglia, va a fare la prima ecografia ma le danno una brutta notizia: non si sente il battito del bimbo.

## L'uomo e la bambina
- Titolo originale: Chica and the Man
- Diretto da: Victor Nelli, Jr.
- Scritto da: Gail Lerner

### Trama
Il blog di Betty vince il premio "Blobby" come miglior blog emergente, da parte del sito web Blobb; in più lei e Daniel devono intervistare un regista e un'attrice che la ragazza adora.
Daniel però sminuisce e umilia Betty davanti a un'inviata di Blobb; Betty per ripicca fa fare brutta figura a Daniel con il regista e l'attrice facendolo sembrare un incompetente. Questo crea ancora più attrito tra i due, così Betty si sfoga con i suoi lettori, scatenando una vasta reazione su web. Wilhelmina scopre l'esistenza della drag queen Wilherdiva Hater e va a vedere il suo show. Dapprima è irritata dalla sua sosia e la costringe tramite avvocati a non esibirsi, poi decide di ingaggiarla come sostituta per gli eventi a cui non ha voglia di andare. Amanda parla con Daniel facendogli capire che in realtà lui si sente inadeguato sul lavoro e invidioso dei progressi che Betty ha fatto in pochi anni, quindi Daniel decide di andare alla premiazione di Betty e tiene un discorso che le fa capire alla ragazza quanto in realtà lui tenga a lei. Nonostante tutto la serata non si conclude come previsto. Wilhelmina va al cabaret dopo avere scoperto che la sua sosia doveva fare uno show d'addio, ma si ritrova a dovere fare lo spettacolo al suo posto. Wilhelmina decide che la drag queen potrà continuare gli spettacoli, a patto che vesta abiti all'altezza dell'originale.

## La settimana della moda
- Titolo originale: Smokin' Hot
- Diretto da: John Stuart Scott
- Scritto da: Brian Tanen

### Trama
Sta per iniziare la settimana della moda a Mode e a tutti i redattori viene assegnato di descrivere almeno una sfilata, tranne a Betty che avrà il compito di scrivere la recensione di un libro. Daniel lo viene a sapere e affida il compito anche a Betty. Daniel bandisce dalle sfilate i modelli maschili, però Wilhelmina con abile astuzia lo convince a ritirare la sua proposta e lo fa sfilare come modello. Intanto a Mode arriva il figlio di Claire Meade in cerca della madre e viene notato subito e scelto come modello. A Mode mancano gli stilisti da presentare durante la settimana della moda; allora Betty, in una serata di artisti emergenti, scopre una giovane ragazza di talento e presenta i lavori della ragazza a Wilhelmina tramite Mark, che se ne assumerà il merito. Il figlio di Claire parlerà con la madre e scoprirà di essere il figlio da tempo dato in adozione, però chiede di mantenere il segreto fino a quando troverà il momento di dire la verità a Daniel. Toccherà a Mark scegliere i vestiti della giovane stilista da mandare in passerella, ma lei si fiderà solo di Betty; quindi si reca alla casa di Betty e scelgono insieme gli abiti. Purtroppo scoppia un grave incendio che distrugge il salone di bellezza di Hilda e insieme anche gli abiti da sfilare. Amanda propone di ritoccare un po' gli abiti e di farli sfilare lo stesso così facendo la giovane stilista acquista un enorme successo e Wilhelmina riconosce il gusto di Betty nella moda.

## Rivelazioni
- Titolo originale: Fire and Nice
- Diretto da: John Terlesky
- Scritto da: Erika Johnson

### Trama
Betty ospita la sua famiglia nel suo appartamento per via dell'incendio. Stare tutti e quattro in casa è difficile per Betty, soprattutto dopo avere perso il suo servizio sugli occhiali dedicati a Lady Gaga perché Justin le aveva sostituito il file. A Mode arriva un bel ragazzo dal Sud Dakota, Tyler, il figlio segreto di Claire. Ella confessa a Tyler di essere sua madre. Daniel inizia a interrogarsi sul perché sua madre abbia assunto Tyler come "modello della casa". Intanto Wilhelmina incontra una sua vecchia fiamma, Don Jones, e decide di riavvicinarsi a lui, ma dovrà comportarsi in modo gentile come lo era prima di diventare "la razzista della moda", ovvero quando era la brutta e sconosciuta Wanda.
Betty, per accelerare la pratica dell'incendio, decide di uscire con Jimmy, un vigile del fuoco.
All'appuntamento si troverà nello stesso locale dove aveva prenotato Wilhelmina.
Dopo le presentazioni Wilhelmina con Betty e i rispettivi "accompagnatori" si ritrovano seduti allo stesso tavolo. Wilhelmina deve dimostrare al suo ex fidanzato di essere la Wanda di una volta. Betty allora usa questo in suo favore, o meglio a favore di Justin: Betty, infatti farà chiamare Justin da Wilhelmina per farlo invitare al set fotografico di Lady Gaga.
A fine cena Wilhelmina confessa a Don di essere davvero quello che dicono i giornali, "la perfida Willy", e gli dice che lui le piaceva solo per il sesso.
Intanto, nell'appartamento di Betty, Bobby fa incontrare a Hilda - che li crede mafiosi - i suoi genitori, Antony e Dina. All'inizio Hilda permane nella sua convinzione, ma poi inizierà a fidarsi dei futuri suoceri. Dopo la cena Ignacio confessa di essere stato lui a causare l'incendio, perché non aveva chiamato un elettricista per aggiustare il suo sfarzoso lampadario di cristallo. Justin invece dice di essere stato lui, perché aveva acceso una sigaretta. Betty torna a casa con Jimmy che gli confessa che era già stato fatto l'accertamento dell'incendio e che la colpa era di un arricciacapelli che aveva lasciato acceso Betty.
Bobby chiede a Hilda di sposarlo,e lei, ovviamente accetta. Claire confessa a Daniel che Tyler è suo fratello.

## Tutto il mondo è un palcoscenico
- Titolo originale: All the World's a Stage
- Diretto da: Andy Wolk
- Scritto da: Abraham Higginbotham e David Grubstick

### Trama
Betty va a prendere Justin al corso di recitazione, e qui incontra Zachary Bool (un famoso drammaturgo), del quale si innamora subito. Betty propone a Daniel un servizio su di lui visto che il numero di Mode di quel mese è sulla vecchia New York. Intanto Wilhelmina viene ricoverata di ulcera, e fa sgobbare Mark e Amanda per mandare avanti la rivista. Alla prima del nuovo spettacolo di Zachary, Betty lo vede in compagnia di una che il suo manager aveva scelto per fargli pubblicità; alla fine della rappresentazione Betty lascia Zachary sferrandogli un pugno sull'occhio.
Wilhelmina in ospedale riceve un'illuminazione dalla sua compagna di stanza: da qui cercherà di conquistare non solo Mode, ma tutta la compagnia Meade.
Justin, durante il suo spettacolo, bacia finalmente Lily, della quale è pazzo da un po'. Alla fine della rappresentazione, Justin la sorprenderà però con il suo migliore amico Austin; i due però alla fine si chiariscono e Austin bacia Justin.

## Un sorriso da un milione di dollari
- Titolo originale: Million Dollar Smile
- Diretto da: Paul Holahan
- Scritto da: Henry Alonso Myers e Chris Black

### Trama
Betty va dall'ortodontista, la dottoressa Frankel per rimuovere il suo apparecchio, ma scatta l'allarme antincendio e non riesce a farselo togliere.
Alla Meade è giornata dei nuovi badge e la foto non riesce bene come Betty si aspettava, così con l'aiuto di Marc la sua foto viene modificata al computer. Alla presentazione nel Museo Guggenheim del reggiseno con i diamanti Betty non riesce a entrare perché la foto del suo pass è completamente diversa dalla realtà e in seguito a un incidente perde i sensi e si ritrova a sognare di come sarebbe stata la sua vita se al posto dell'apparecchio avesse avuto un sorriso smagliante fin da ragazzina. La nuova Betty non si piace, tutti la temono e la odiano; è simile in tutto e per tutto a Wilhelmina. E si accorge che se lei fosse stata così non sarebbe nato neanche il suo nipotino Justin. In famiglia ci può essere solo una bella ragazza. Appena rinviene è felice di essere la solita Betty con il suo affezionato apparecchio. Ha di nuovo un incidente e il suo apparecchio rimane incastrato tra i diamanti del reggiseno e quindi, per opera della dottoressa Frankel, le viene tolto definitivamente. Betty ha un sorriso smagliante. Alla sera festeggia l'accaduto a casa con i suoi familiari e riesce a mangiare tutto quello che per quattro anni ha solo sognato.

## Il richiamo di Londra
- Titolo originale: London Calling
- Diretto da: Mark Worthington
- Scritto da: David Grubstick e Sheila Lawrence

### Trama
Betty deve organizzare la festa di addio al nubilato di Hilda. Non ha idee, ma ricevendo l'incarico di seguire la settimana della moda londinese decide di portare con sé la sorella. Betty partecipa a un party esclusivo in compagnia di Amanda e Hilda, e reincontra Christina e il suo ex Gio in modo del tutto imprevisto. Betty, tramite Christina, riesce ad avere un colloquio con un'importante rivista di moda londinese e durante il colloquio Betty ripensa a quello che le ha detto Gio e cioè che quello che veramente la interessa non è parlare di moda ma di tutt'altro. Nel frattempo Bobby non riesce a capire perché Justin stia trascorrendo tutto il suo tempo con Austin; alla fine li vede mentre si baciano fuori dalla porta di casa. Questo deve rimanere un segreto tra lui e Bobby.

## Il Passato presenta il Futuro
- Titolo originale: The Past presents the Future
- Diretto da: Paul Holahan
- Scritto da: Jon Kinnaly e Tracy Poust

### Trama
Il giorno del matrimonio di Hilda si avvicina. Betty chiede a Daniel di essere il suo accompagnatore, Ignacio invita Elena mentre Amanda intende "accoppiare" Mark con il suo nuovo cliente, Spencer. Justin si chiede se sia il caso di invitare Austin, mentre Betty considera delle offerte inaspettate sia a livello professionale che privato. Infatti Henry ascolta il messaggio nel quale Betty lo invita al matrimonio di Hilda chiedendogli di farle da cavaliere. Henry la richiama: tornerà in città con il figlioletto e dopo qualche problema riesce a ottenere il lavoro sperato grazie al quale potrà tornare a New York. Tyler litiga con Claire e una sera trova la pistola che Willie tiene in casa. Justin infine, dopo molte insicurezze, esce allo scoperto con Austin; ora tutta la famiglia può dimostrargli apertamente il proprio appoggio. Betty accetta il lavoro a Londra e conviene a malincuore con Henry sul fatto che il loro momento ormai è passato. Al matrimonio Mark vede per caso il tatuaggio di Spencer: è la prova che egli è in realtà il vero padre di Amanda. Claire e Wilhelmina trovano Tyler: è ubriaco, esausto e disperato e punta la pistola sulla madre, Claire e Willie tuttavia gli fanno capire quanto la madre lo ami. Tyler è confuso ma non vuole fare loro del male; Willie protegge Claire e si avvicina per sfilargli la pistola, parte un colpo e tutti trattengono il respiro.

## Ciao Arrivederci
- Titolo originale: Hello Goodbye
- Diretto da: Victor Nelli Jr.
- Scritto da: Silvio Horta

### Trama
Siamo all'episodio conclusivo della serie Ugly Betty. La puntata si apre con un funerale, non quello di Wilhelmina, bensì quello del cane di Amanda, si scoprirà presto però che non aveva un permesso per potere seppellire il cane. Wilhelmina è in coma, accudita in ospedale da Marc, ma è solo l'abbraccio di Connor, che ha ottenuto un permesso per andarla a trovare, che riuscirà a risvegliarla. L'esperienza del coma ha cambiato Wilhelmina, che però reagisce male alla richiesta di Claire di accettare soldi in cambio del suo silenzio sulla verità dello sparo che l'ha colpita così da non accusare Tyler. Wilhelmina, indispettita da tale richiesta medita vendetta allo scopo, come al solito, di ricattare Claire per avere la Meade, ma poi in seguito a un colloquio chiarificatore con Marc riscopre se stessa e cambia idea: non racconterà la verità sull'accaduto ma dirà alla stampa che lo sparo è conseguenza di un incidente mentre lei stessa stava pulendo la sua pistola.
Betty non sa come dire a Daniel della sua decisione di partire per Londra, ma quest'ultimo lo verrà a sapere grazie a un gossip di Marc. Daniel non accetta di lasciare andare Betty reagendo male alla notizia tanto da litigare con lei. Claire si rende conto che i sentimenti del figlio per Betty sono molto più profondi della semplice amicizia e cerca di farlo capire anche a Daniel. A causa della reazione di Daniel, che pur di non farla andare via le offre una promozione, e dell'ansia di lasciare suo padre, dopo la notizia che Hilda ha acquistato una casa tutta sua, Betty è indecisa sul da farsi; alla fine capisce che deve seguire la sua strada e quindi partire. Una grande festa a Mode saluta Betty; Marc riesce a riappacificarsi con Troy, Amanda scopre che Spencer è suo padre e i due finalmente si ritrovano e Wilhelmina a modo suo si complimenta con Betty. Daniel non si presenta alla festa di addio.
A casa Suarez è il momento di salutarsi: tra le lacrime e gli abbracci della sua famiglia Betty parte. A Londra si ambienta subito e all'improvviso per strada incontra Daniel, il quale le racconta di avere lasciato Mode a Wilhelmina (che finalmente ottiene in modo pulito ciò che desiderava da anni e riesce a trovare un modo per fare liberare Connor) perché in cerca della sua vera strada, e che ha intenzione di restare a Londra per un po'. Prima di salutarsi Daniel invita Betty a cena e lei accetta con entusiasmo. I due si salutano poiché Betty deve ritornare al lavoro, ma per loro è l'inizio di un nuovo rapporto.